# Élodie Ouédraogo
Élodie Ouédraogo (Saint-Josse-ten-Noode, 27 de fevereiro de 1981) é uma ex-velocista e campeã olímpica belga.
Competiu por Burkina Faso – de onde descende – até o ano 2000, quando se dedicava mais aos 100 metros com barreiras. A partir deste ano passou a competir pela Bélgica e participou da prova no Campeonato Mundial de Atletismo Júnior daquele ano, em Santiago do Chile. Seu melhor tempo nesta prova, 13.34, foi conseguido em agosto de 2003, em Jambes.
Disputou os Jogos Olímpicos de Atenas 2004 onde integrou o 4x100 m belga que ficou em sexto lugar. No ano seguinte, ganhou a medalha de bronze nos 200 m na Universíade, em İzmir, Turquia.
Ganhou a medalha de bronze no Campeonato Mundial de Atletismo de 2007, em Osaka, Japão, integrando o revezamento 4x100 m que estabeleceu novo recorde nacional belga com o tempo de 42.75. Em Pequim 2008, integrou novamente o mesmo revezamento, junto com Olivia Borlée, Hanna Mariën e Kim Gevaert, chegando em segundo lugar atrás da equipe da Rússia, ficando com a medalha de prata. Entretanto, em 16 de agosto de 2016,  o Comitê Olímpico Internacional, após reexames com técnicas mais avançadas de amostras de atletas daqueles Jogos, desclassificou a equipe russa por conta do teste positivo de uma de suas integrantes, Yuliya Chermoshanskaya, para as substâncias proibidas  estanozolol e turinabol. A medalha de ouro foi então realocada à equipe belga, fazendo de Élodie uma campeã olímpica.
Seus últimos Jogos foram Londres 2012, onde chegou às quartas-de-final dos 400 m c/ barreiras. Retirou-se das pistas após o Memorial van Damme, etapa da Diamond League em Bruxelas, seu último evento.
Em 10 de setembro de 2016, durante o Memorial Van Damme, última etapa do circuito da Diamond League no Estádio Rei Balduíno em Bruxelas e na frente de seu povo num estádio lotado, Élodie recebeu a medalha de ouro olímpica de Pequim 2008, junto com suas companheiras de revezamento, das mãos do presidente do COI na época dos Jogos de Pequim, Jacques Rogge, ele também um belga, do presidente da IAAF Sebastian Coe e do presidente do Comitê Olímpico Belga, Pierre-Olivier Beckers.